# Blairquhan Castle

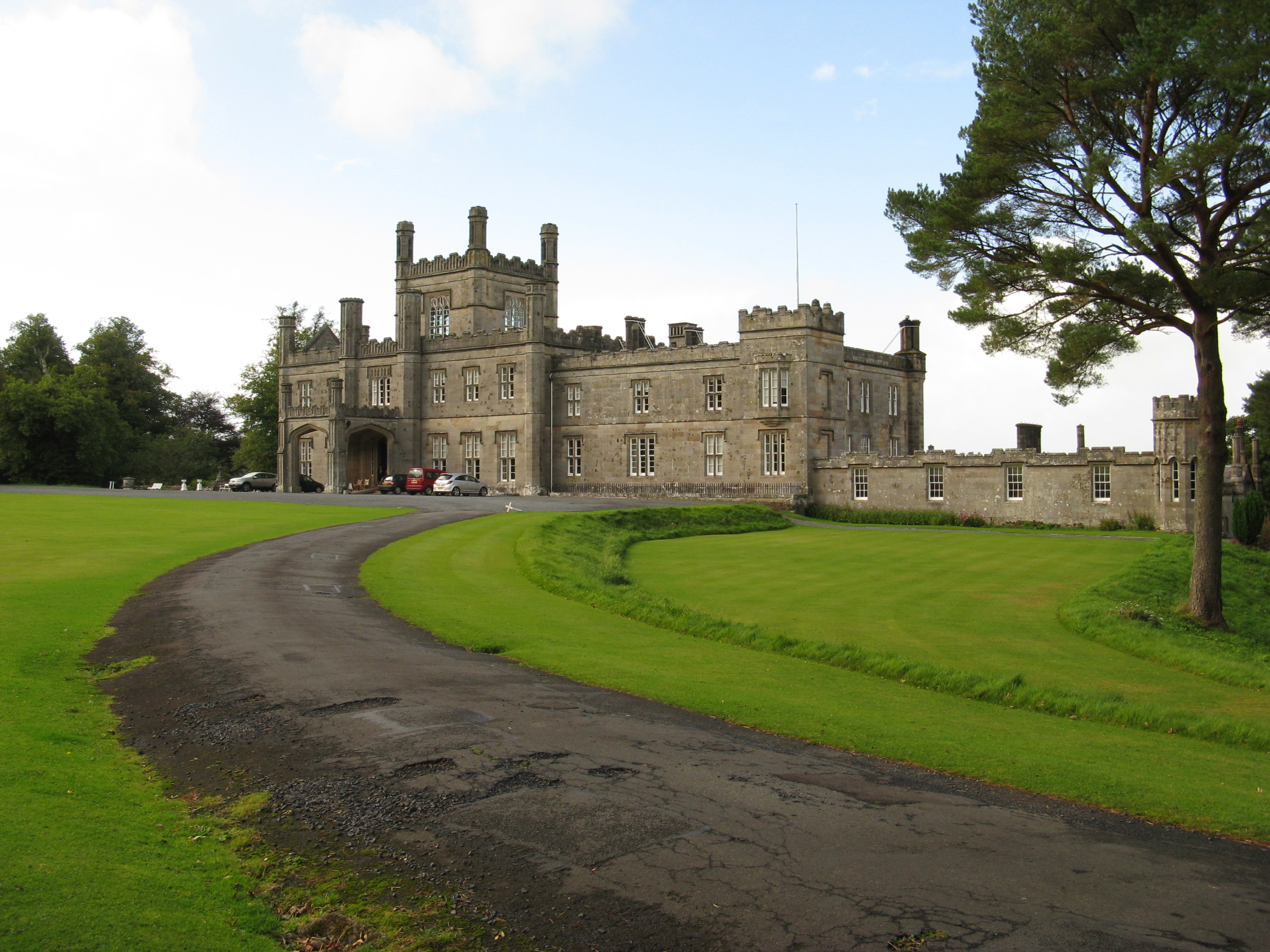
Vista exterior do Blairquhan Castle.

O Blairquhan Castle (pronunciado blehr-hoowahn), localiza-se nas proximidades de Maybole, em South Ayrshire, na Escócia. Trata-se de um palácio rural erguido no lugar de um primitivo castelo do qual tomou o nome. Apresenta uma arquitectura própria do período Regência (1811-1820). É a casa histórica dos Baronetes de Hunter-Blair, permanecendo na posse desta família até à actualidade.

## História
Quatro diferentes famílias viveram em Blairquhan ou nos seus domínios. Os McWhirter construíram a primeira torre-residência cerca de 1346. Depois disso, os Kennedy herdaram a a propriedade através do casamento e construíram o resto do velho castelo cerca de 1573. No início do século XVII, os Whiteford tomaram posse de Blairquhan, mas em 1798, sofrendo os efeitos da queda da banca, venderam a propriedade a Sir David Hunter Blair, 3º Baronete e segundo filho de James Hunter-Blair, 1º Baronete, o qual havia casado em 1770 com Jean Blair, a filha e herdeira de John Blair, de Dunskey em Wigtonshire. Quando Jean Blair herdou a propriedade do seu pai, em 1777, a família acrescentou Blair ao seu nome. 
Em 1820, Sir David encarregou o arquitecto escocês William Burn de desenhar uma nova casa em Blairquhan. O velho castelo, que se encontrava num estado ruinoso devido a incêndios e à negligência, foi substituído por um novo edifício, um palácio rural em estilo Tudor, o qual, no entanto, incorporou algumas das pedras decorativas, moldadas e esculpidas, do velho castelo no pátio da cozinha. O novo edifício ficou concluído em 1824, contendo muitas antiguidades e uma importante colecção de pinturas da autoria de artistas escoceses.

## Propriedade e campos
Talvez as melhores realizações da propriedade de Blairquhan sejam as três milhas de terrenos de acesso ao palácio pelo rio Girvan e os belos jardins murados. O falecido Sir James Hunter-Blair, 8º Baronete (1926-2004), foi um notável horticultor e silvicultor que passou a maior parte da sua vida a restaurar o palácio e a preservar os campos da propriedade, os quais incluem árvores centenárias. Pensa-se que um antigo plátano que se ergue à sombra do palácio terá sido plantado no início do século XVI, durante o reinado de Jaime V da Escócia. A árvore, que em tempos teve uma frondosa copa, foi fortemente podada em 1997, salvando o tronco bastante enfraquecido do colapso total. 

## Área envolvente
Encontrando-se na vizinhança da área conhecida por Burns' Country (País de Burns), em referência ao poeta Robert Burns, pode ir-se a pé de Blairquhan à pequena cidade de Straiton, na região de Ayrshire, ficando também próximo das aldeias de Kirkmichael e Maybole. Toda a área é conhecida pelo seu relevo suave, topografia pastoril, e pelas suas colinas povoadas por ovelhas e atravessadas pelo revolto rio Girvan. Num dia claro, a ilha de Ailsa Craig pode ser vista à distância.

## Como atracção turística
Blairquhan Castle esta aberto aos visitantes apenas por marcação. Os premiados jardins estão abertos ao público para visitas durante o Verão. Para ajudar nos custos de manutenção, Sir James abriu a propriedade de 2.000 acres como um local para acontecimentos privados, como casamentos, excursões colectivas e filmagens. A propriedade, com as suas cabanas históricas e abundantes locais para fazer picnic, pescar ou caçar, assim como pela proximidade com o local de realização do Open Championship de golfe, o qual decorre em Troon e Turnberry, tornou-se numa escolha popular de hospedagem, contribuindo desta forma para o turismo nas Terras baixas da Escócia. 
Blairquhan Castle tem melhorado o seu perfil como local de filmagens. Foi visto no programa de televisão britânico Beauty and the Geek. Os seus interiores e campos também foram apresentados no filme The Queen, de 2006, com o qual Helen Mirren recebeu o Oscar de melhor atriz em 2007. Outro filme, The Match, foi rodado na vizinha cidade de Straiton.